# Catapagurus granulatus
Catapagurus granulatus är en kräftdjursart som beskrevs av John R. Edmondson 1951. Catapagurus granulatus ingår i släktet Catapagurus och familjen eremitkräftor. Inga underarter finns listade i Catalogue of Life.